# Edificio Copan
L'Edificio Copan (in portoghese: Edifício Copan) è un grattacielo della città di San Paolo in Brasile.

## Storia
L'edificio, progettato dal celebre architetto brasiliano Oscar Niemeyer, venne costruito a partire dal 1953 e ultimato, dopo alcune interruzioni dei lavori, nel 1966.

## Descrizione
L'imponente edificio presenta una forma sinuosa, che ne fa uno degli emblemi della città di San Paolo. Si eleva per 115 metri e 35 piani fuori terra.

## Galleria d'immagini

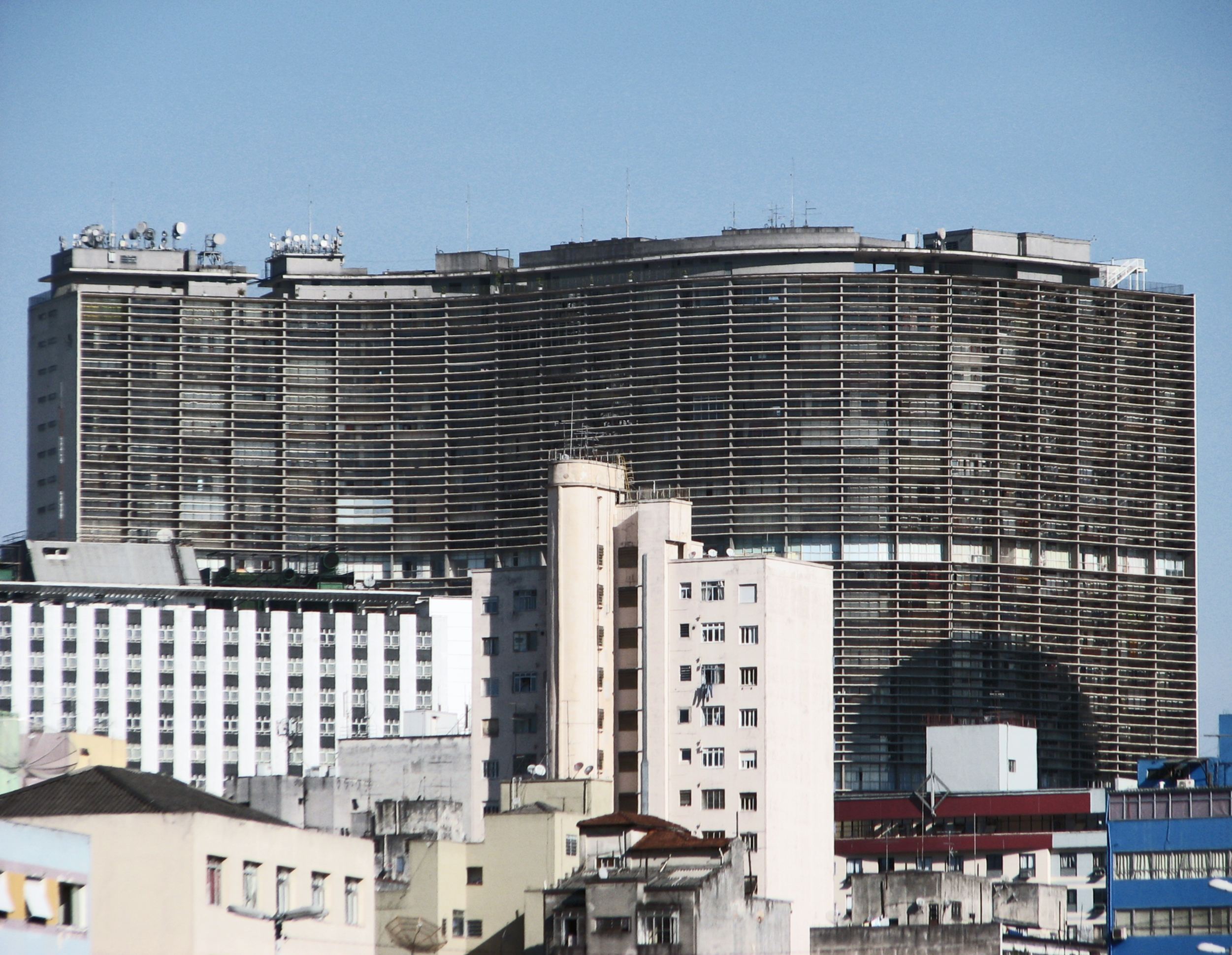
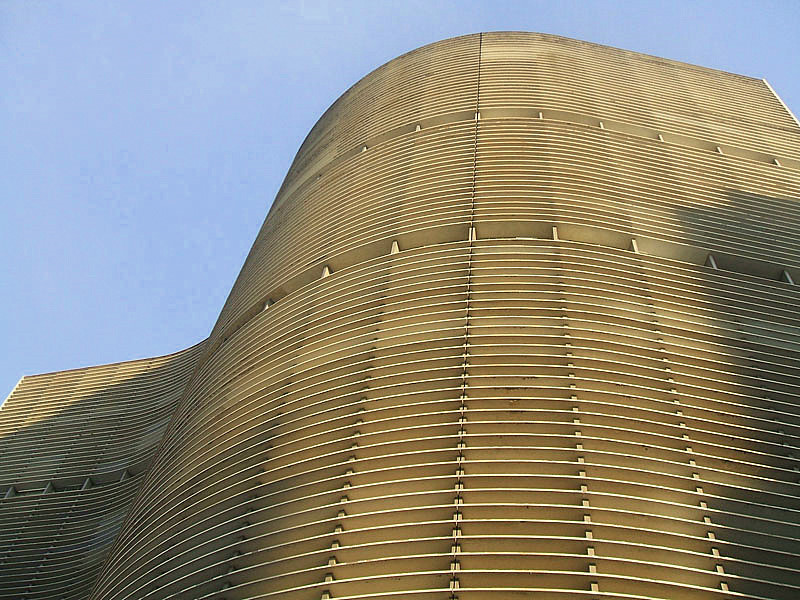
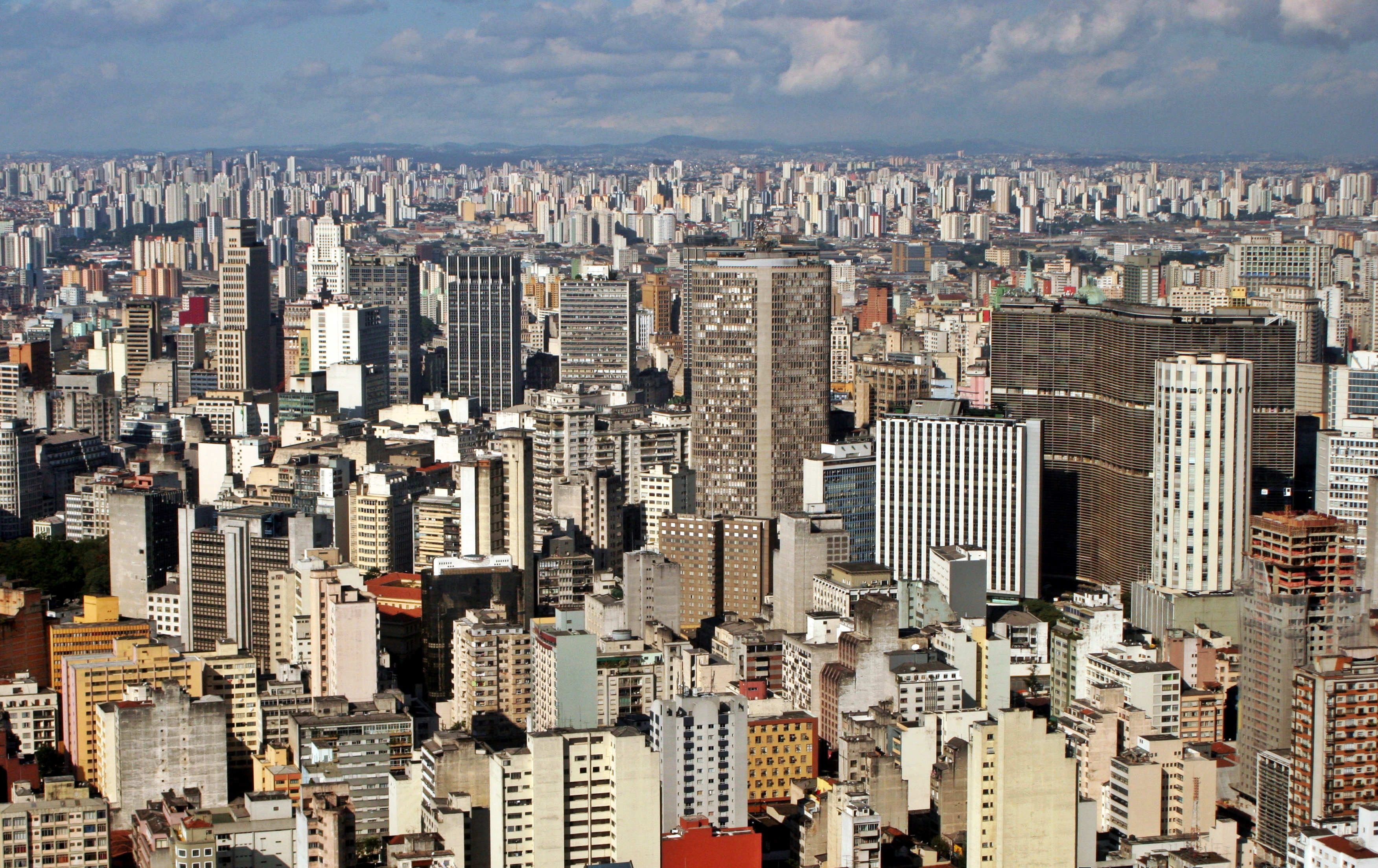